# 소말릴란드 실링
소말릴란드 실링(소말리어: Soomaaliland shilin 소말릴란드 실린)은 1991년에 스스로 독립을 선언한 소말릴란드의 공식 통화이다. 1994년 10월 18일에 도입되었으며 1 소말릴란드 실링의 값은 100 소말리아 실링과 같다. 소말리아 실링은 1995년 1월 31일을 기준으로 소말릴란드에서 법화의 자격이 중단되었다.

## 동전
1 소말릴란드 실링은 100 센트로 나뉘지만 센트 단위의 동전들은 발행된 적이 없다. 이는 1 실링의 가치가 낮기 때문인 것으로 여겨진다. 가장 가치가 낮은 동전은 1 실링 동전으로 영국에서 1994년에 처음 주조되었다. 그러므로 그 동전 위에 PM이라는 각인이 새겨지게 되었다. 2002년에 2 실링 동전과 5 실링 동전이 발행되었으며 탐험가 리처드 프랜시스 버턴경과 수탉의 그림이 각각 새겨져 있다. 특정 시기에 발행된 다른 동전들로는 원숭이를 그린 10 실링 동전, 개를 그린 20 실링 동전, (2 실링 동전에도 새겼던) 리처드 버턴을 그린 1,000 실링 은화가 있다. 1,000 실링 동전의 뒷면은 흥미로운 오류가 있는데, 소말릴란드의 국장 대신 소말리아의 국장이 그려져 있다.

## 지폐
지폐는 5, 10, 20, 50, 100, 500 실링의 종류로 발행된다. 500 실링은 이제까지 발행한 것 가운데 가장 최근의 것으로 2005년에 발행하였다. 다른 실링의 발행 날짜는 1994년, 1996년, 1999년, 2002년이다.

## 환율
소말릴란드 중앙 은행은 정부의 공식 환율에 따라 많은 나라들의 통화들과의 환전 서비스를 제공한다. 그러나 많은 사람들은 비공식 환율을 더 선호하는데 이 비공식 환율은 하왈라 요원들과 소말릴란드의 대도시 거리의 환전꾼들이 측정한다.
2000년에 소말릴란드 중앙 은행의 공식 환율은 4500 소말릴란드 실링에 1 미국 달러였다. 비공식 환율은 달러 당 4000에서 5000 실링을 호가하였다.
현재 소말릴란드 중앙 은행의 공식 환율은 6000 소말릴란드 실링에 1 미국 달러이다. 비공식 환율은 달러 당 6000에서 6500 실링을 오간다.

## 같이 보기
- 소말리아 실링

## 참고 자료
- Cuhaj, George S. (editor) (2006). 《Standard Catalog of World Paper Money: Modern Issues 1961-Present》 12판. Krause Publications. ISBN 0-89689-356-1.